# 정군산 전투
정군산 전투는 한중 전투 도중인 219년 황충 휘하의 촉군과 하후연 휘하의 위군이 벌인 전투로 촉군이 대승을 거두고 하후연이 전사 하게 되며 정군산을 점령해 한중 전투의 승리는 촉군이 가져가게 된다.

## 배경
219년 장합이 탕거에서 장비에게 격파된 후 이 승리에 고무된 법정의 독려로 유비는 한중 공략을 결심한다. 전투 초반에 유비는 장비와 마초에게 군사를 주어 한중의 후방인 무도로 침투하는 척 교란 작전을 펼쳤지만, 조휴가 이것을 간파하여 조홍과 조휴가 넘어온 장비와 마초 군의 선봉대장 오란과 뇌동, 그리고 오란의 부장 임기를 죽이며 격파하자 장비와 마초가 물러났다.
이에 유비는 황권을 보내 조조가 임명해두었던 이민족 두목들을 격파했고 이후 유비는 진식을 보내 한중 서쪽의 양평관으로 가는 길목인 마명각을 공격했으나 진식은 서황에게 격파된다. 이후 유비는 결국 마명각을 손에 넣었고, 주마곡에서 도시 주변을 불태우고 양평관까지 점령하고 주둔하자 결국 하후연은 조조에게 지원을 요청했다.

## 삼국지정사의 묘사
하후연의 요청으로 조조는 군사를 이끌고 한중으로 향했으나 내부의 우환으로 인해 장안에서 잠시 군사를 멈춰 상황을 지켜보기만 하였다. 219년 정월, 유비가 밤에 녹각을 불사르며 포위하자 하후연이 장합에게 동쪽을 지키게 하고 자신은 경병을 이끌고 남쪽을 지켰다. 이때 유비는 군사 1만을 열 갈래로 나누어 광석에 주둔하던 장합을 한밤중에 불을 지르며 기습했다. 갑작스러운 공격에 장합은 악착같이 버텼으나 풍전등화의 상황에 놓이기 된 장합은 본영의 하후연에게 지원을 요청했고 하후연은 지휘하던 군사를 절반으로 나눠 장합을 지원하게 하였다.
사실 이것은 장합을 집중공격함으로써 하후연의 군사를 분산시키고 그사이에 한중방면 사령관인 하후연을 격파하여 한중 위군의 지휘체계를 붕괴시키려는 유비의 계획이었다. 한편 정군산에서 하후연군의 상황을 지켜보던 법정은 지금이야말로 하후연군을 격파할 수 있는 시기라고 전했고 미리 매복해두었던 황충의 기습부대는 여기저기 사방을 돌아다니면서 하후연군을 공격하고 녹각에 불을 질렀는데 징과 북소리가 하늘을 울리고 병력이 이곳을 쳤다 저곳을 쳤다 어김없이 전진하였다 하니 그 기세가 얼마나 급작스럽고 번개 같았을지 짐작이 된다.
하후연은 병사 4백 명을 이끌고 불탄 녹각을 수리하며 자신에게 남은 정예부대를 투입해 황충군을 막으려고 하였으나 끝내 하후연군의 예봉은 꺽였고 하후연은 난전 중에 참살당했다. 그렇게 황충은 한번의 전투로 적장을 참하고 정군산을 점령하였다. 황충은 이 공로로 토로장군에서 정서장군으로 승진하였다.

## 삼국지연의의 묘사
황충이 엄안과 함께 가맹관과 천탕산에서 한호, 하후덕을 죽이고 장합을 격파하며 위군을 연달아 무찌르자 유비는 본격적으로 10만 대군을 이끌고  한중 정벌에 나서고 이에 조조도 장사 유엽의 건의로 40만 대군을 이끌고 한중의 유비를 막으러 군사를 일으켰다 조조는 하후돈을 선봉으로 삼고 자신은 중군을 거느렸으며 조휴에게는 후군을 맡게 한다.
황충은 하후연이 지키는 정군산을 공격하기 위해 병사 3000명과 모사 법정을 데리고 정군산에 진을 치고 제갈량은 조운, 유봉, 맹달에게 군사 3000명을 주어 황충을 돕게 한다. 황충은 하후연과의 첫 싸움에서 하후연과 전투를 벌여 20합이나 싸웠으나 승부가 나지 않자 각자의 진영으로 돌아왔다.
하후연은 수비만 하며 장기전을 벌었고 그러던 중 하후연은 하후상에게 군사 3000명을 조조의 영채로 인솔하게 하였다. 이에 황충은 부하 아장 진식에게 군사 1000명을 줘 하후상 부대를 공격하게 하였으나 하후상에게 패배하고 후퇴하던 중에 하후연에게 사로잡히고 만다. 이에 황충은 법정의 건의로 직접 출격해 하후상을 공격했고 하후상을 사로잡은 뒤 하후연에게 붙잡힌 진식과 교환한다.
이때 법정은 반객위주책을 내세우며 하후연군의 진영이 내려다보이는 고지를 점령하고 하후연을 유인한 뒤 하후연군을 상대로 수비만 하다가 장기전으로 하후연이 지쳤을 때 자신이 신호를 내리며 들이쳐서 하후연을 무찌른다는 계책을 제시했다. 황충은 이를 수락해 군사를 이끌고 하후연의 부장 두습을 격파한 뒤 하후연의 진영이 내려다보이는 산봉우리를 점령한다. 이에 하후연은 군사를 일으켜 황충을 도발하며 싸움을 걸었지만 황충은 이를 무시하며 시간을 끌었고 법정의 신호를 기다렸다. 오랜 장기전으로 인해 하후연군이 지쳐갈 때쯤 법정은 신호를 뜻하는 붉은 기를 들었고 이에 황충은 재빨리 군사를 이끌고 하후연군을 향해 돌진하였다. 갑작스러운 돌격에 지쳐있던 하후연군은 순식간에 무너졌고 하후연은 황충을 죽이려 했으나 황충이 단숨에 하후연을 두 토막 내 죽여버린다.
황충이 기세를 몰아 정군산 위로 올라오자 장합이 군사를 거느리고 이를 맞섰으나 황충과 진식의 협공으로 장합은 대패하여 퇴각하던 도중 조운의 기습까지 받아 군사의 태반을 잃었고 그사이 유봉과 맹달은 정군산을 점령한다. 장합은 부장 두습과 겨우 군사를 수습해 한수 기슭에 영채를 세운다.
이렇게 전투는 촉군의 완벽한 승리로 마무리된다.

## 결과
유비의 예상대로 하후연이 죽자 한중 위군의 지휘체계는 무너졌고 공석이 된 한중방면 사령관의 자리는 장합이 대신하게 되었다. 갑작스러운 사령관의 변경으로 조조군 내부의 분위기는 어수선해졌지만 곽회가 나서 수습한덕에 겨우 진정될수 있었다. 그리고 장안에 있던 조조는 이 소식을 전해 듣고 다급하게 군사를 이끌고 한중으로 이동하였다.
하지만 한중 전투의 승기는 이미 유비에게 넘어간 상황이었다. 게다가 유비는 후방지원을 맡은 제갈량 덕분에 피해를 입을 때마다 빠르게 회복하였으나 본거지에서 멀리 떨어진 조조의 피해는 늘어 갔다. 결국 조조는 유비에 견고한 방어에 막혀 한중을 포기하고 후퇴하였다.